# Meta podzimní
Meta podzimní (Metellina segmentata) je pavouk z čeledi čelistnatkovití (Tetragnathidae).

## Popis
Středně velký pavouk, délka samice 6,5 – 10 mm, samec trochu menší. Hlavohruď světlá s tmavou kresbou, zadeček oválný, u samic poměrně velký, žluto-šedý s tmavším pruhem a několika skvrnami. U samečků někdy až červený, vyskytují se i samice v červené formě. Nohy světlé s tmavšími kroužky nebo skvrnami, samečci mají první dva páry nohou delší. Sternum je černé. Dospělí pavouci se vyskytují v přírodě až v pozdním létě – od konce srpna do listopadu (někdy i v prosinci), což je spolehlivý rozlišovací znak od velmi podobné mety Mengeho (Metellina mengei), která se rozmnožuje na začátku léta a poté už se dospělci tohoto druhu nevyskytují.

## Rozšíření
Meta podzimní je široce rozšířena v mírném pásmu Evropy a střední Asie, jedná se o palearktický druh. V ČR je velmi hojná od nížin do hor, obývá světlé i zastíněné biotopy, lesy různých typů, keře, okraje cest, zahrady i parky. Vyskytuje se místy až masově.

## Biologie
Na vegetaci staví oválné kolové sítě o průměru kolem 20 cm, šikmo skloněné, v různých výškách nad terénem. Pavouk číhá na kořist pod okénkem ve středu sítě, na její spodní straně. Někdy vyčkává i skrytě mimo síť. V podzimní přírodě bývá spolu s křižáky (Araneidae) a s plachetnatkou keřovou (Linyphia triangularis) nejhojnějším pavoukem.
Páření probíhá nejčastěji v září. Sameček (někdy i několik najednou) vyčkává u sítě samičky až ta uloví kořist a potom se odhodlá k páření. Při tom neustále signalizuje taháním za vlákna, že není kořist. Vlastní kopulace probíhá většinou klidně a samice není při páření vůči samci agresivní. Samice poté upřede bělavý kokon, který umístí na větev nebo kmen stromu. Mláďata se líhnou na jaře (někdy i koncem podzimu) a dospívají příští podzim.
Rod Metellina (stejně jako příbuzný rod Meta) byly dříve zařazeny do čeledi křižákovitých (Araneidae), se kterými jsou mety úzce příbuzné. Jejich projevy a fyzická podoba se těmto pavoukům někdy přibližují. Meta podzimní byla dříve nazývána křižák podzimní.

## Galerie

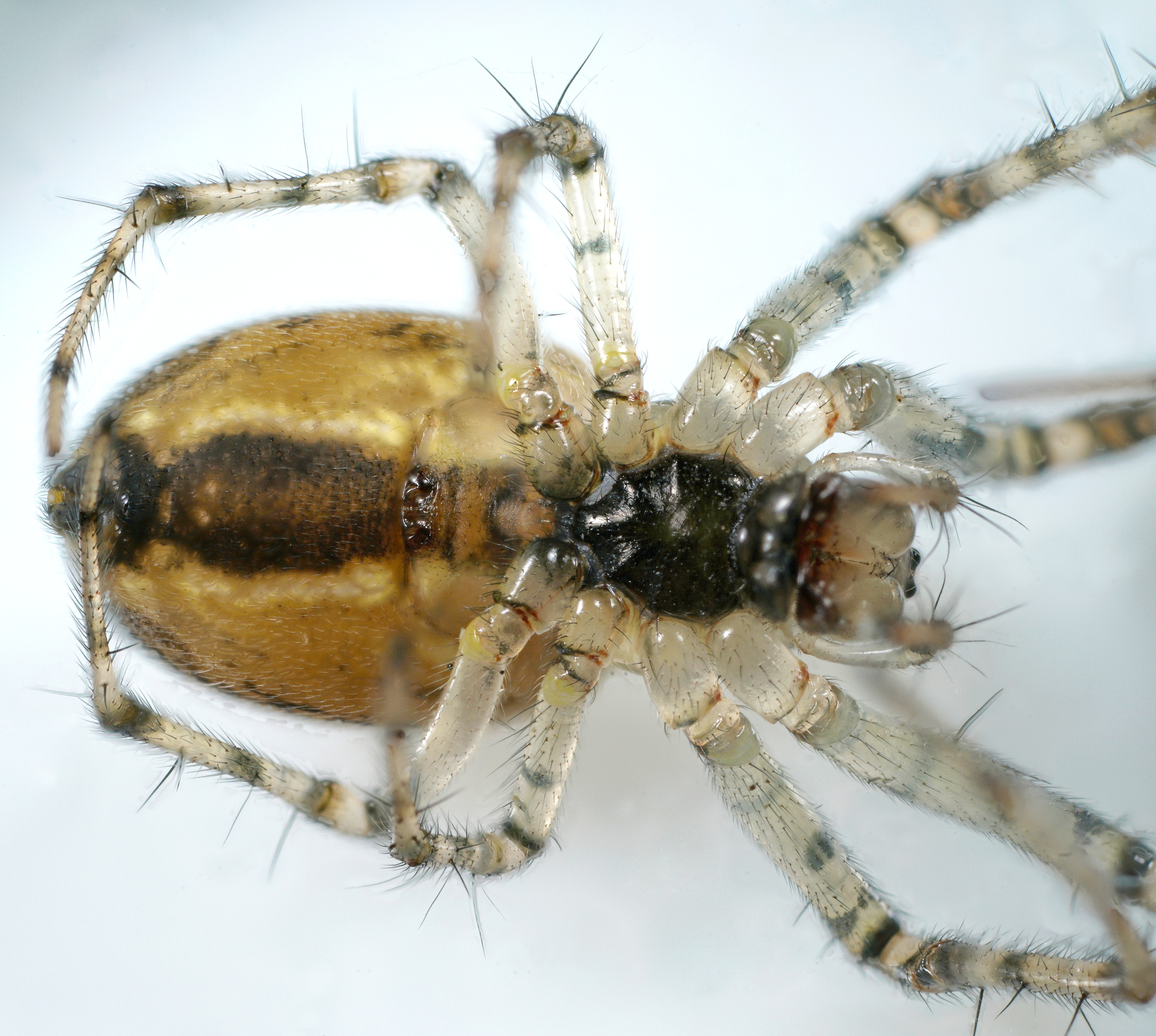
Meta podzimní (Metellina segmentata) samice zespodu
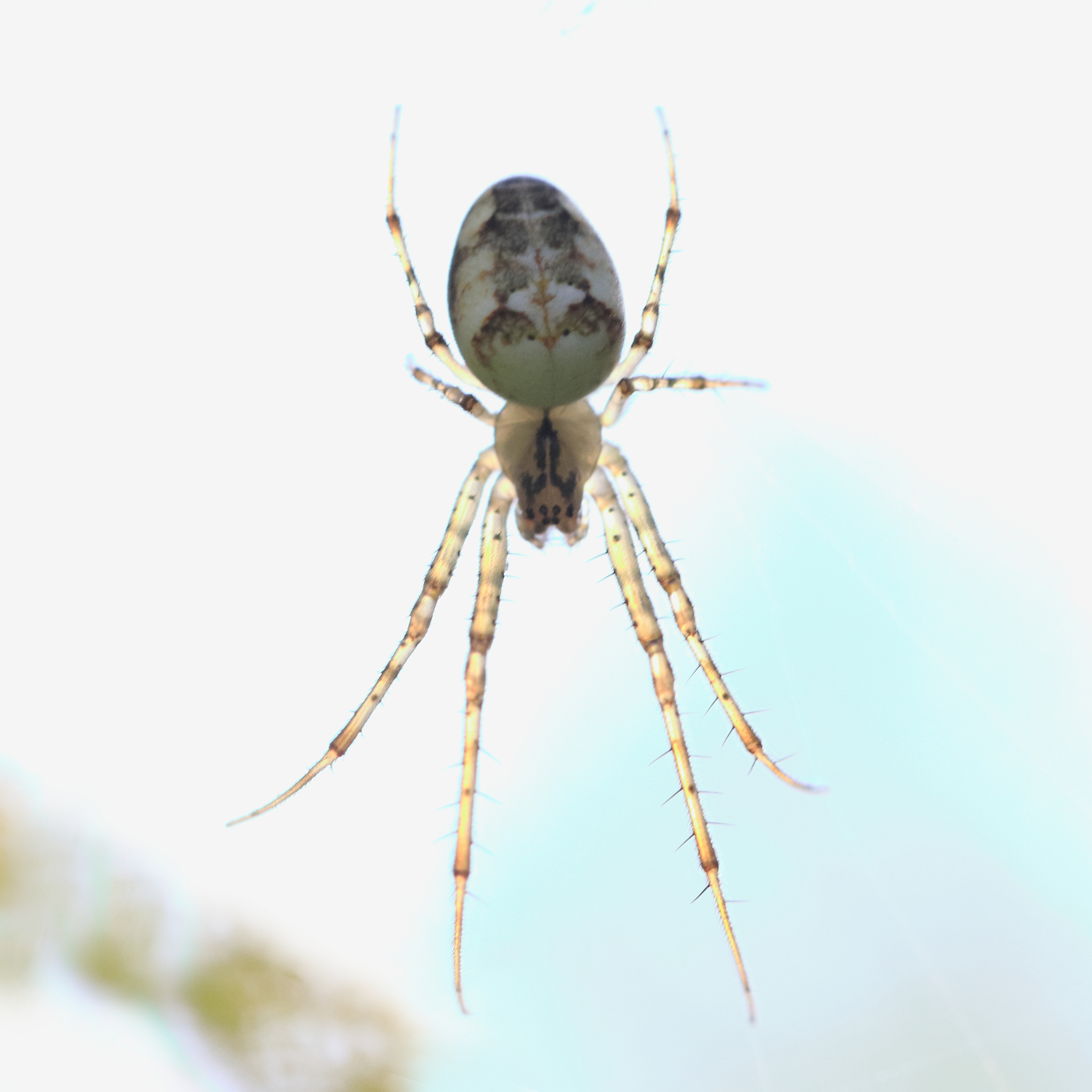
Meta podzimní (Metellina segmentata) samice
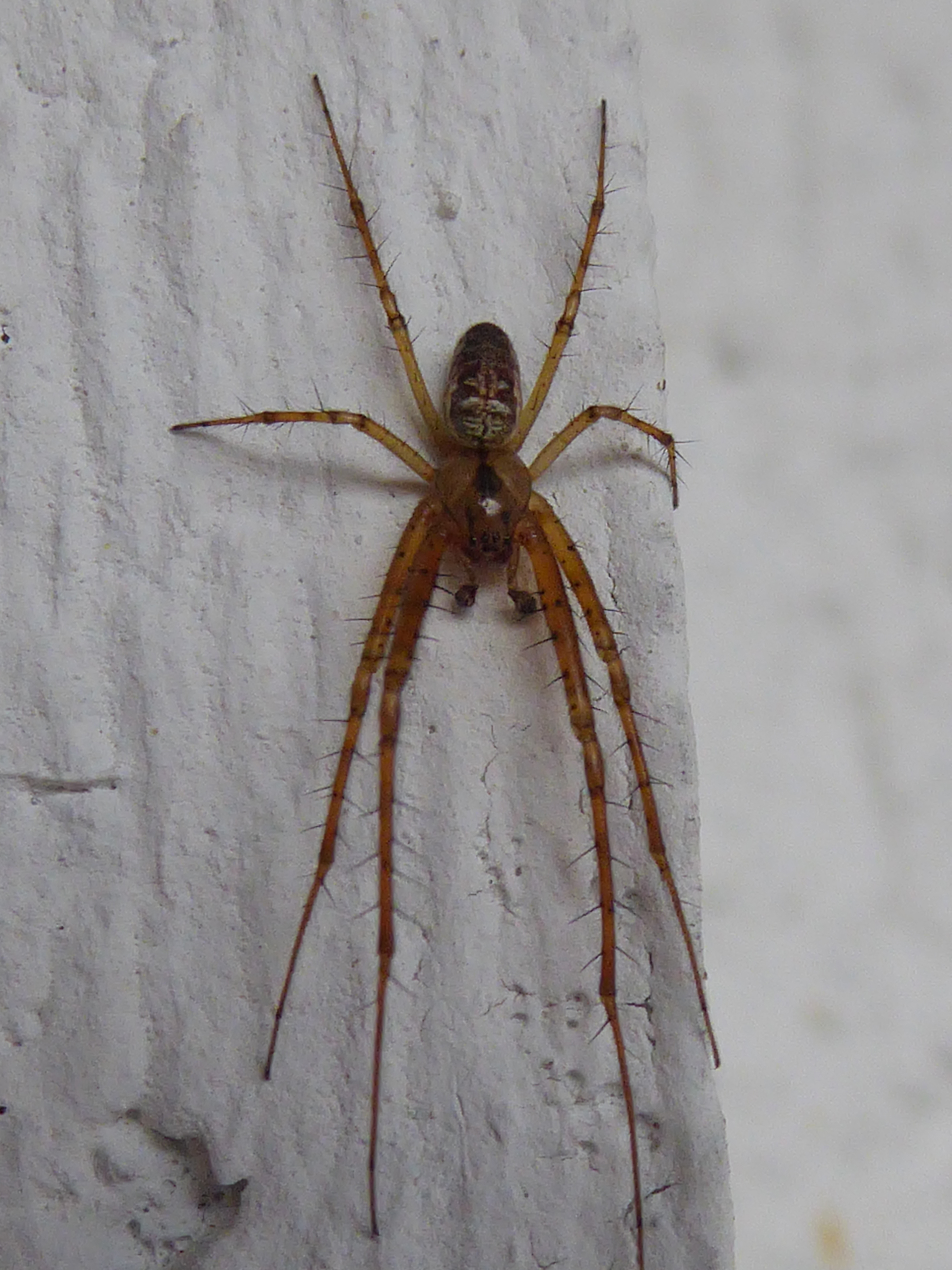
Meta podzimní (Metellina segmentata) samec
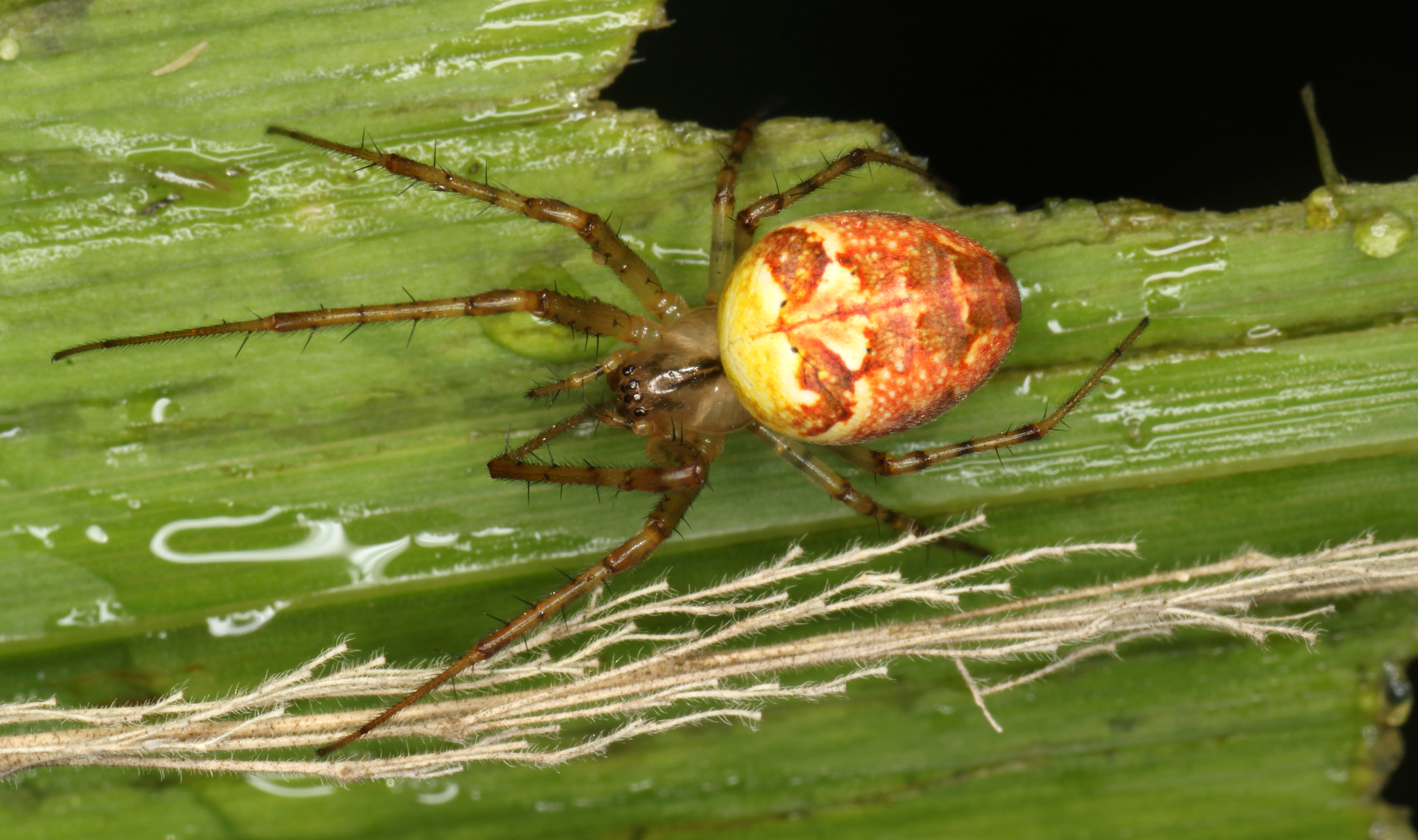
Meta podzimní (Metellina segmentata) červená forma